# Ridderorden in Barcelona
Tijdens de periode dat Barcelona een onafhankelijk graafschap was, werd een damesorde ingesteld. De 
- Orde van de Dames van Tortosa ook wel "Orden de la Hacha" genoemd. 1149

Barcelona werd een deel van Castilië en later van Spanje. Nu is het een autonome regio maar er zijn -nog- geen Barceloneese ridderorden ingesteld.